# Giuseppe Molteni
Giuseppe Molteni, né à Affori, un quartier de Milan, en 1800  et mort à Milan en 1867, est un peintre italien qui fut actif au XIXe siècle.

## Biographie
Après avoir été contraint d'abandonner ses études de peinture  à l'Académie Brera pour des raisons financières, Giuseppe Molteni se consacre à la restauration d'anciens tableaux à Bologne en tant qu'élève de Giuseppe Guizzardi.
Il rentre à Milan et devient restaurateur d'œuvres et consultant au musée du Louvre, au British Museum et pour de grands collectionneurs européens.
Il se consacre  à l'activité de peinture en inaugurant en 1828 le genre « Ritratto ambientato » caractérisé par la représentation minutieuse d'habits somptueux et de postures coutumières, ce qui lui vaut son succès et le met en compétition avec  son confrère Francesco Hayez.
Pendant son séjour à la cour de Vienne, en 1837 il réalise le portrait de Ferdinand Ier, découvre le Biedermeier, fait la connaissance du peintre Friedrich von Amerling et de Johann Friedrich Overbeck.
En 1837, son intérêt se tourne vers la peinture de genre, relatant  les scènes populaires de la vie quotidienne.
Il est présent constamment aux expositions des Beaux-Arts Brera jusqu'aux années 1850, puis, en 1854, il abandonne la peinture pour le poste de conservateur de la pinacothèque de l’Académie Brera.

### Distinction

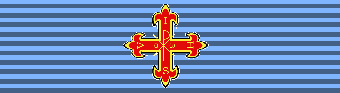

Ordre sacré et militaire constantinien de Saint-Georges, Parme le 6 mai 1833.

## Œuvres
- La Confession, 1838
- Portrait d'Alessandro Manzoni, 1835
- La signora di Monza, 1847
- Portrait de Giovanni Migliara

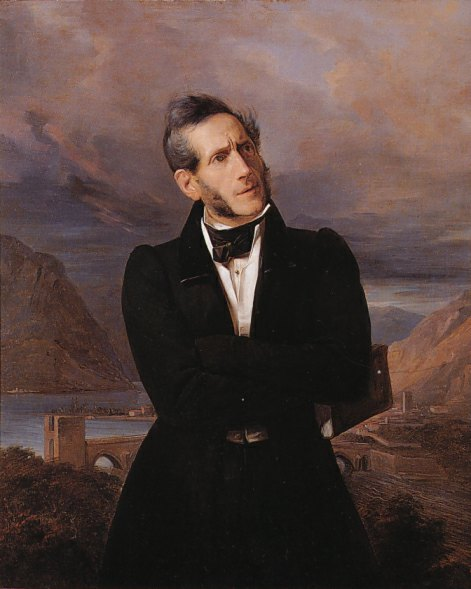
Portrait d'Alessandro Manzoni, 1835.
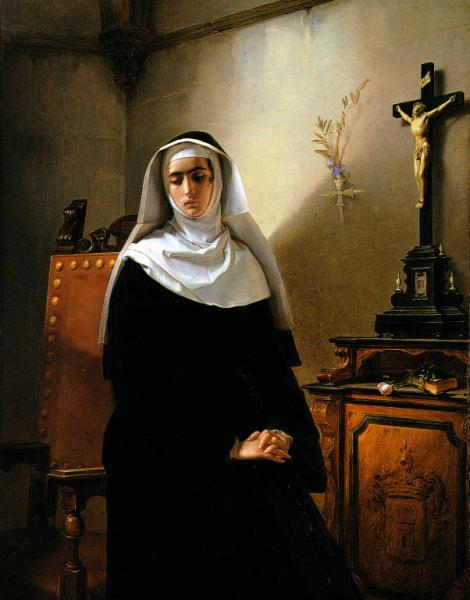
La signora di Monza, 1847.
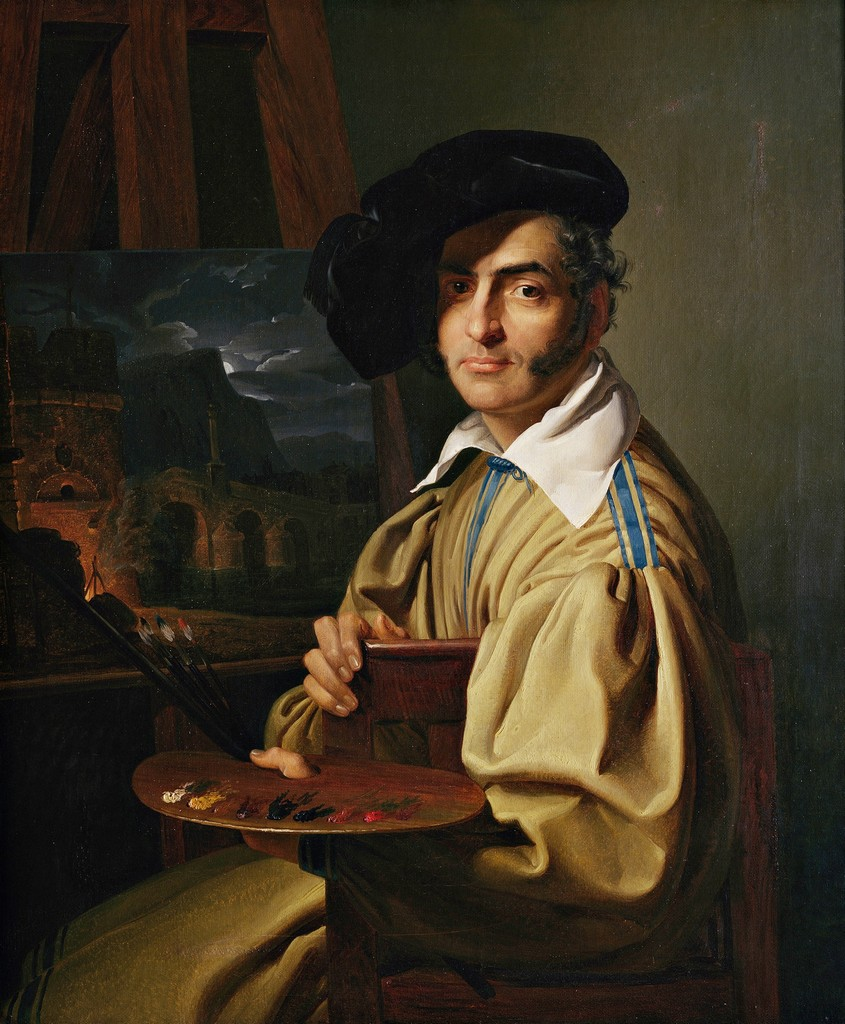
Portrait de Giovanni Migliara.
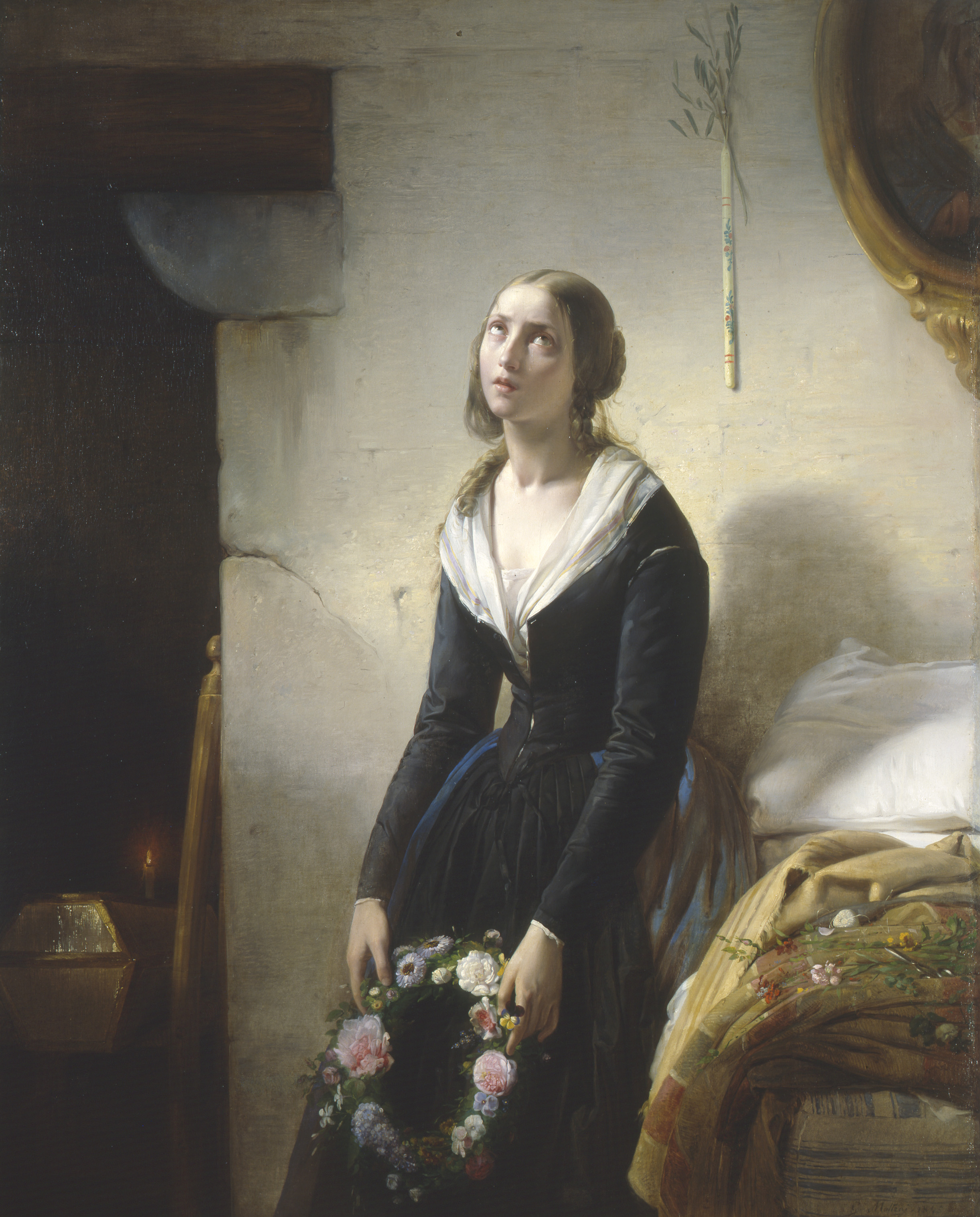
Mère portant le deuil de son bébé, 1845.

## Crédit d'auteurs
- (it) Cet article est partiellement ou en totalité issu de l’article de Wikipédia en italien intitulé « Giuseppe Molteni » (voir la liste des auteurs).